# Mohammad Seddigh Kaboudvand
Mohammad Seddigh Kaboudvand (23 marzo 1963) è un attivista e giornalista iraniano, imprigionato dalle autorità iraniane dal 2007 al 2017 a causa della sua vicinanza alle rivendicazioni della minoranza curda.

## Biografia
Direttore del giornale Payam-e Mardom (poi chiuso dalle autorità), nel 1996 fonda Unity for Democracy in Iran e nel 2005 la Kurdistan Human Rights Organization.
Nel luglio 2007 Kaboudvand viene arrestato nella prigione di Evin e condannato a 10 anni di carcere per "azioni contro la sicurezza nazionale".
Durante il periodo di detenzione, Kaboudvand ha organizzato diversi scioperi della fame.
Nel 2016 il portavoce del Dipartimento di Stato degli Stati Uniti John Kirby e altri osservatori internazionali hanno chiesto al governo iraniano di rilasciare Kaboudvand.
Viene rilasciato su cauzione nel maggio 2017.